# Sam Feldt
Sammy Renders (Boxtel, Holanda; 1 de agosto de 1993), más conocido como Sam Feldt, es un DJ y productor de música house neerlandés. El artista también es fundador de las empresas Heartfeldt Foundation y Fangage, dirigidas por él y su novia Michelle Rademakers.

## Carrera musical
En 2015, Sam Feldt lanzó una nueva versión de "Show Me Love" de Robin S. La canción fue lanzada por Spinnin' Records y Polydor. Se convirtió en un éxito instantáneo, convirtiéndose en el número 4 de la lista de sencillos del Reino Unido, y alcanzó la posición número 21 en el Top 40 holandés. En Australia, "Show Me Love" obtuvo certificación de oro, mientras que en Bélgica la canción de Feldt llegó a los número 15 y 13 en la lista de Dance/Electronic Songs de Billboard. 
En 2016, Sam Feldt lanzó la canción "Summer on You" junto con Lucas & Steve. Después de alcanzar el puesto número 4 en el Top 40 de Holanda, se convirtió en la canción más escuchada en la radio holandesa en septiembre y octubre de 2016. Poco después del lanzamiento de "Summer on You", la canción recibió un premio Platinum en los Países Bajos y Feldt obtuvo el puesto 87 en la lista de Top 100 DJs la revista DJ Mag de 2016 y subió 12 posiciones en 2017, ubicándose en el puesto 75.
Billboard describió a Sam como "una superestrella del house moderno". Más adelante, su sencillo "The Devil's Tears" (Sam Feldt Edit) se posicionó como una de las 10 pistas más virales de Spotify. El primer álbum de estudio de Sam Feldt fue editado el 6 de octubre de 2017, a través de Spinnin 'Records, con el nombre de Sunrise.